# Зеремлянська сільська рада
Зеремлянська сільська рада — адміністративно-територіальна одиниця та орган місцевого самоврядування у Баранівському і Новоград-Волинському районах Волинської округи, Київської й Житомирської областей Української РСР та України з адміністративним центром у с. Зеремля.

## Населені пункти
Сільській раді підпорядковані населені пункти:
- с. Зеремля
- с. Вишнівка
- с. Середня

## Населення
Кількість населення ради, станом на 1923 рік, становила 1 083 особи, кількість дворів — 230.
Відповідно до результатів перепису населення СРСР, кількість населення ради, станом на 12 січня 1989 року, становила 592 особи.
Станом на 5 грудня 2001 року, відповідно до перепису населення України, кількість мешканців сільської ради становила 836 осіб.

## Склад ради
Рада складається з 12 депутатів та голови.

## Керівний склад сільської ради
| ПІБ                        | Основні відомості                                                                               | Дата обрання | Дата звільнення |
| -------------------------- | ----------------------------------------------------------------------------------------------- | ------------ | --------------- |
| Степанюк Григорій Павлович | Сільський голова , 1958 року народження, освіта, член Партії промисловців і підприємців України | 26.03.2006   | 31.10.2010      |
| Степанюк Григорій Павлович | Сільський голова , 1958 року народження, освіта                                                 | 31.10.2010   |                 |

Примітка: таблиця складена за даними джерела

## Історія
Створена 1923 року в складі сіл Зеремля та Чарторийськ (згодом — Вишнівка) Смолдирівської волості Новград-Волинського повіту Волинської губернії. Станом на 1 жовтня 1941 року в підпорядкуванні значиться с. Середня.
Станом на 1 вересня 1946 року сільська рада входила до складу Баранівського району Житомирської області, на обліку в раді перебували с. Зеремля та хутори Середня і Чарторийськ.
На 1 січня 1972 року сільська рада входила до складу Баранівського району Житомирської області, на обліку в раді перебували села Зеремля, Вишнівка та Середня.
Припинила існування 30 грудня 2016 року через об'єднання до складу Баранівської міської територіальної громади Баранівського району Житомирської області.
Входила до складу Баранівського (7.03.1923 р., 8.12.1966 р.) та Новоград-Волинського (30.12.1962 р.) районів.